# Esqui cross-country nos Jogos Paralímpicos de Inverno de 2018 - 7,5 km masculino
A prova de 7,5 km clássico masculino do esqui cross-country nos Jogos Paralímpicos de Inverno de 2018 foi disputada no Centro de Biatlo Alpensia, em Daegwallyeong-myeon, Pyeongchang, em 17 de março. A prova de 7,5 km ocorreu apenas para atletas que competem sentados.

## Medalhistas
| Ouro   | KOR Sin Eui-hyun   |
| Prata  | USA Daniel Cnossen |
| Bronze | UKR Maksym Yarovyi |

## Resultados
| Pos. | Bib | Atleta                    | Tempo real | Tempo calculado | Diferença |
| ---- | --- | ------------------------- | ---------- | --------------- | --------- |
| 01 ! | 183 | KOR Sin Eui-hyun          | 22:28.4    | 22:28.4         | —         |
| 02 ! | 181 | USA Daniel Cnossen        | 22:33.7    | 22:33.7         | +5.3      |
| 03 ! | 184 | UKR Maksym Yarovyi        | 26:21.3    | 22:39.9         | +11.5     |
| 4    | 175 | UKR Taras Rad             | 22:50.3    | 22:50.3         | +21.9     |
| 5    | 182 | USA Andrew Soule          | 23:02.8    | 23:02.8         | +34.4     |
| 6    | 178 | CAN Chris Klebl           | 24:55.2    | 23:25.5         | +57.1     |
| 7    | 180 | GER Martin Fleig          | 24:30.4    | 23:31.6         | +1:03.2   |
| 8    | 173 | KOR Lee Jeong-min         | 23:37.3    | 23:37.3         | +1:08.9   |
| 9    | 169 | BRA Cristian Ribera       | 25:12.3    | 23:41.6         | +1:13.2   |
| 10   | 179 | BLR Dzmitry Loban         | 24:12.7    | 24:12.7         | +1:44.3   |
| 11   | 177 | NOR Trygve Steinar Larsen | 24:20.1    | 24:20.1         | +1:51.7   |
| 12   | 176 | BLR Yauheni Lukyanenka    | 24:42.7    | 24:42.7         | +2:14.3   |
| 13   | 172 | KAZ Denis Petrenko        | 26:35.4    | 24:59.7         | +2:31.3   |
| 14   | 164 | GBR Scott Meenagh         | 25:17.5    | 25:17.5         | +2:49.1   |
| 15   | 170 | CAN Derek Zaplotinsky     | 28:12.4    | 25:23.2         | +2:54.8   |
| 16   | 167 | CAN Sebastien Fortier     | 26:44.7    | 25:40.5         | +3:12.1   |
| 17   | 157 | CHN Huang Feixiang        | 25:45.6    | 25:45.6         | +3:17.2   |
| 18   | 168 | CHN Du Mingyuan           | 25:55.9    | 25:55.9         | +3:27.5   |
| 19   | 171 | CHN Zheng Peng            | 30:11.6    | 25:58.0         | +3:29.6   |
| 20   | 159 | KAZ Sergey Ussoltsev      | 26:07.7    | 26:07.7         | +3:39.3   |
| 21   | 165 | CHN Gao Xiaoming          | 26:09.3    | 26:09.3         | +3:40.9   |
| 22   | 163 | BLR Arkadz Shykuts        | 26:19.9    | 26:19.9         | +3:51.5   |
| 23   | 166 | USA Sean Halsted          | 27:44.1    | 26:37.5         | +4:09.1   |
| 24   | 161 | CHN Huang Bitao           | 27:13.9    | 27:13.9         | +4:45.5   |
| 25   | 160 | CHN Lu Jingfeng           | 30:29.1    | 27:26.2         | +4:57.8   |
| 26   | 162 | USA Bryan Price           | 29:00.9    | 27:51.3         | +5:22.9   |
| 27   | 156 | CHN Xu Congjun            | 31:51.1    | 28:40.0         | +6:11.6   |
| 28   | 155 | CAN Ethan Hess            | 28:51.0    | 28:51.0         | +6:22.6   |
| 29   | 153 | BLR Vadzim Lipinski       | 29:29.5    | 29:29.5         | +7:01.1   |
| 30   | 154 | CAN Yves Bourque          | 31:31.7    | 30:16.0         | +7:47.6   |
| 31   | 152 | GEO Temuri Dadiani        | 32:42.2    | 30:44.5         | +8:16.1   |
| 32   | 158 | USA Jeremy Wagner         | 33:32.7    | 33:32.7         | +11:04.3  |
| —    | 174 | POL Kamil Rosiek          | DNF        | DNF             | DNF       |
| —    | 151 | CRO Josip Zima            | DNS        | DNS             | DNS       |

Legenda
| Recorde mundial      | Recorde mundial (World record)               |                       | Recorde africano                      | Recorde africano (African) |                                           | Q | Classificado por posição (Qualified) |
| Recorde paralímpico  | Recorde paralímpico (Paralympic record)      | Recorde da América    | Recorde da América (Americas)         | q                          | Classificado por melhor tempo (Qualified) |   |                                      |
| Melhor marca do ano  | Melhor marca do ano (World leading)          | Recorde asiático      | Recorde asiático (Asian)              | DNS                        | Não largou (Did not start)                |   |                                      |
| Recorde nacional     | Recorde nacional (National record)           | Recorde europeu       | Recorde europeu (European)            | DNF                        | Não terminou (Did not finish)             |   |                                      |
| Recorde pessoal      | Recorde pessoal do atleta (Personal best)    | Recorde da Oceania    | Recorde da Oceania (Oceania)          | DSQ / DQ                   | Desclassificado (Disqualified)            |   |                                      |
| Recorde da temporada | Recorde da temporada do atleta (Season best) | Recorde sul-americano | Recorde sul-americano (South America) | NM                         | Sem marca (No mark)                       |   |                                      |

### Esqui cross-country
| Penalizado com cartão amarelo | Penalizado com o cartão amarelo (Yellow card)                                           |  |  |  |
| LL                            | Classificado por tempo (Lucky loser)                                                    |  |  |  |
| PF                            | Vencedor definido por photo finish (Photo finish)                                       |  |  |  |
| LAP                           | Ultrapassado pelo líder (Lapped)                                                        |  |  |  |
| DQB                           | Desclassificado por conduta antidesportiva (Disqualified for unsportsmanlike behaviour) |  |  |  |
| RAL                           | Ranqueado como último (Ranked as last)                                                  |  |  |  |